# Blunt Force Trauma
Blunt Force Trauma är det andra studioalbumet av thrash metal-bandet Cavalera Conspiracy. Albumet släpptes den 29 mars 2011 av Roadrunner Records. Detta är första albumet med basisten Johny Chow, och albumet gästas av Roger Miret från Agnostic Front.
Albumets singel, "Killing Inside", släpptes gratis på bandets och Roadrunner Records webbplats innan albumet lanserades. I februari 2011 släpptes en musikvideo till låten. Låten "Burn Waco" handlar om FBI:s och ATF:s stormning av davidianernas högkvarter i Waco i Texas 1993.

## Låtlista
1. "Warlord" - 3:05
2. "Torture" - 1:51
3. "Lynch Mob" - 2:31
4. "Killing Inside" - 3:28
5. "Thrasher" - 2:49
6. "I Speak Hate" - 3:10
7. "Target" - 2:36
8. "Genghis Khan" - 4:23
9. "Burn Waco" - 2:52
10. "Rasputin" - 3:22
11. "Blunt Force Trauma" - 3:58

### Bonusspår
1. "Psychosomatic" - 3:09
2. "Jihad Joe" - 3:31
3. "Electric Funeral" (Black Sabbath-cover) - 5:41
4. "Six Pack" (Black Flag-cover) (endast på vinylutgåvan)

### Bonus DVD
Livekonsert från Eurockéennes Festival, Belfort i Frankrike 2008
1. "Inflikted"
2. "Sanctuary"
3. "Territory"
4. "Terrorize"
5. "The Doom of All Fires"
6. "Inner Self/Nevertrust"
7. "Arise/Dead Embryonic Cells"
8. "Desperate Cry/Propaganda"
9. "Wasting Away"
10. "Black Ark"
11. "Holiday In Cambodia/Biotech Is Godzilla"
12. "Hearts of Darkness"
13. "Refuse/Resist"
14. "Troops of Doom"
15. "Must Kill"
16. "Roots Bloody Roots"
17. "Sanctuary" (Musikvideo)

## Medverkande
- Max Cavalera - sång, gitarr
- Igor Cavalera - trummor
- Marc Rizzo - gitarr
- Johny Chow - bas
- Roger Miret - gästsång på "Lynch Mob"